# 白藤有華
白藤 有華（しらふじ ゆか、1997年1月4日 - ）は、日本のタレント、モデル。愛称はおゆか。エイジアプロモーション所属。 
大阪府出身。

## 略歴
幼少時は喘息で入院生活を送り、小学生以降はスイミングスクールに通い肺を鍛え発作が収まる。親がセブン-イレブンフランチャイズオーナーをしていたため、高校時代の放課後は親の手伝いも兼ねて運営店舗でアルバイトをしていた。高校時代は美術に打ち込み、美大を目指していたが、父親に反対され挫折。
雑誌『smart』（宝島社）読者モデル優秀賞を受賞し上京を試みるが、経営店舗のアルバイトが辞めたからと継父に却下される。
学校の先生や友達に勧められてワタナベエンターテイメントカレッジ特待生となり18歳で上京。「一生帰らない」という決意のもとだったという。
2018年6月29日、恵比寿マスカッツ1.5に研修生として加入。2018年8月24日、恵比寿マスカッツ正式メンバーに昇格。
2020年第11回ミスヤングチャンピオン優秀賞受賞。2022年8月、GMOアダムが主催する日本グラビアクイーンコンテストにエントリー。
2022年8月13日、恵比寿ガーデンホールにて行われた「第2世代恵比寿マスカッツ真夏の卒業式」をもち恵比寿マスカッツを卒業（メンバー全員が卒業する事実上の解散）。2023年5月、一定期間の海外渡航を発表。

## 人物
- 趣味はゲテモノ料理を食べること。パラグライダー、バンジージャンプなど[2]。これはなんでもできることのアピールがきっかけ[1]。
- 特技は美術高校に通っていた[8][9]ことからデッサン。金属加工（気球ランプ）など。
- 個性がないことが悩み[10]であるが、食虫趣味があるなど番組共演者から個性が特殊すぎるといわれている。
- 3姉妹の次女。継父との関係性もあり、自身が家を出る以前に姉、妹とも家出している[1]。
- 芸名の白藤は幼少時の本姓[11]。一家での養子入りや母の再婚などで当時と姓は変わっている[11]。

## 作品

### デジタル写真集
- magnetic G 白藤有華『move on vol.1』（2018年12月28日、magnetic G）[12]
- magnetic G 白藤有華『move on vol.2』（2019年7月12日、magnetic G）

### DVD・VR
DVD作品
　・『ぷるしりおゆか』（2021年5月21日、イーネット・フロンティア）
　VR作品
　・　apartment Days ! Guest 195 白藤有華 Side A  （※2021年9月10日、ファンタスティカ）※配信開始日
　・　apartment Days ! Guest 195 白藤有華 Side B  （※2021年10月1日、ファンタスティカ）※配信開始日

## 出演

### テレビドラマ
- ファイブ（2017年7月4日 - 8月21日、フジテレビ)

### ウェブテレビ
- 給与明細 (2019年9月2日、9月9日[13]、12月23日、2020年2月3日[14]、3月2日、6月1日[15]、9月21日[16]、10月19日、11月23日[17]、2021年1月11日[18][9]、8月9日、9月20日[19]、12月13日[20]、12月20日[21]、2022年3月21日[22]、4月4日、7月25日[23]、10月17日[24]、12月26日、2023年1月9日[25]、AbemaTV)

### 雑誌
- 週刊プレイボーイ nextstage NIPPONグラドル52人 NO.42 2018年10月15日号（集英社）[26]

### ミュージックビデオ
- 神様、僕は気づいてしまった「わたしの命を抉ってみせて」（ワーナーミュージック・ジャパン）（2017年）- 娘役[27]